# دم سفيدار (سبيدار)
دم سفیدار (بالفارسية: دم سفیدار) هي قرية تقع في إيران في قسم سبیدار الريفي. يقدر عدد سكانها بـ 61 نسمة بحسب إحصاء 2016.